# واکنش زنجیره‌ای پلیمراز
واکنش زنجیره‌ای پلیمراز (به انگلیسی: Polymerase chain reaction) که مخفف آن پی‌سی‌آر است، فنی در زیست‌شناسی مولکولی برای تکثیر یک نسخهٔ منفرد یا نسخه‌های کمی از یک قطعه دی‌اِن‌اِی با توالی خاص، به‌شمار هزار یا میلیون‌ها نسخه است. این فن ابزاری آسان و ارزان‌قیمت برای تکثیر یک تکهٔ خاص از دی‌اِن‌اِی است و برای اهدافی همچون تشخیص و نظارت بر بیماری‌های ژنتیکی، شناسایی مجرمان (در زمینهٔ پزشکی قانونی) و مطالعهٔ کارکرد یک بخش هدف از دی‌اِن‌اِی به‌کار می‌رود.

## کلیات

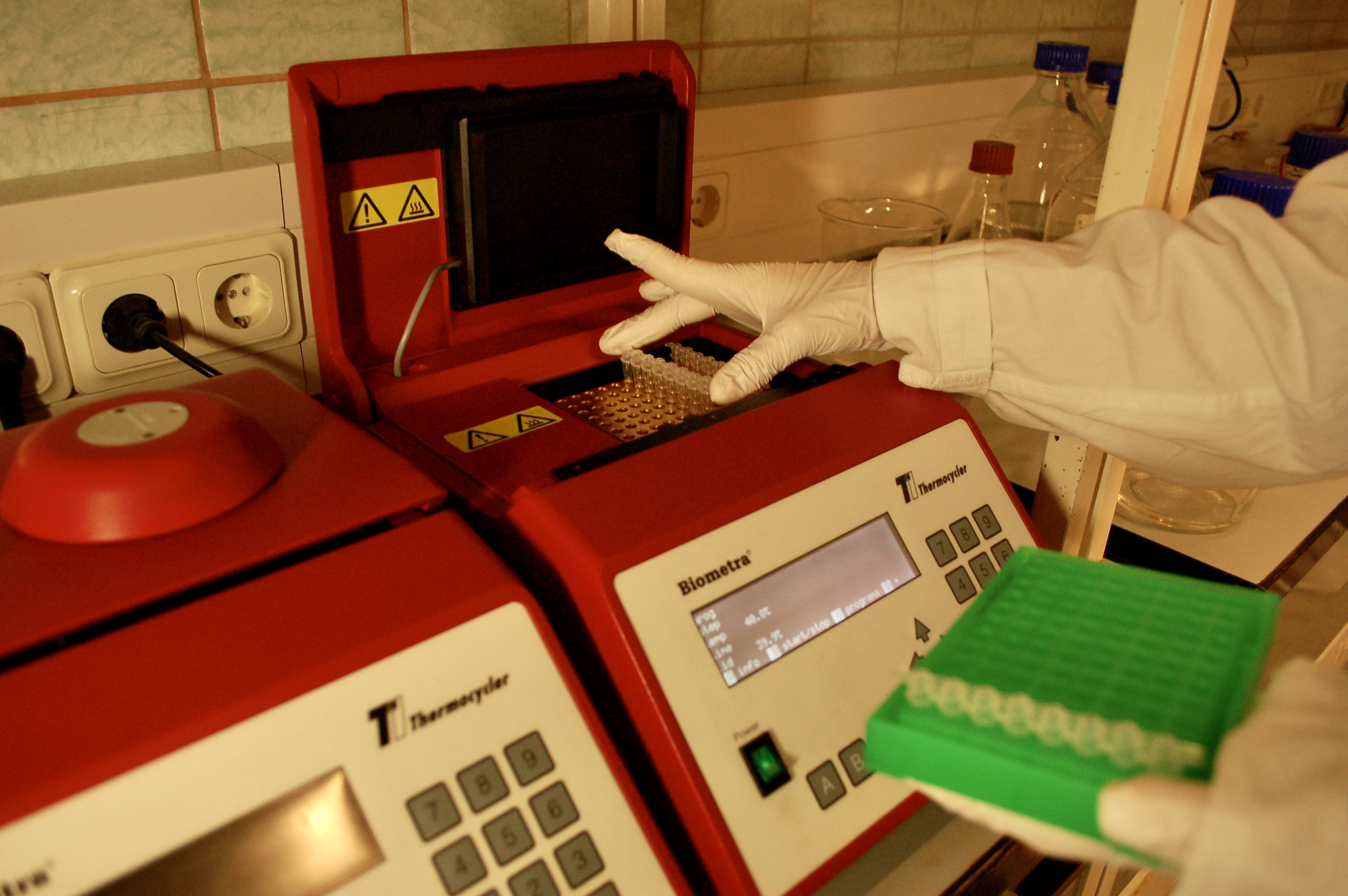

این فن در سال ۱۹۸۳ توسط کری مالیس ابداع شد. هم‌اکنون پی‌سی‌آر یک فن متداول و اغلب ضروری در آزمایشگاه‌های بالینی و آزمایشگاه‌های پژوهشی است و در موارد گوناگونی کاربرد دارد. این کاربردها شامل تکثیر دی‌اِن‌اِی از طریق همانند سازی (کلون‌کردن) برای توالی‌یابی، تبار شناسی (فیلوژنی) بر پایهٔ دی‌اِن‌اِی، پژوهش درمورد کارکرد ژن‌ها، تشخیص بیماری‌های ارثی، شناسایی اثر انگشت ژنتیکی (مورد استفاده در علم پزشکی قانونی) و تشخیص عوامل بیماری‌زا در آزمایش‌های توالی ژنتیکی برای تشخیص بیماری‌های عفونی است. در سال ۱۹۹۳ مولیس همراه با مایکل اسمیت جایزهٔ نوبل شیمی را برای کار روی پی‌سی‌آر دریافت کردند.
اساس فن پی‌سی‌آر چرخه‌های دمایی است. هر دور چرخه‌ شامل مرحله گرم برای جدا کردن دو زنجیره دی‌اِن‌اِی (ذوب شدن) و مراحل سردتر برای تکثیر آنزیمی دی‌اِن‌اِی است. آغازگرها (پرایمرها، قطعات کوتاه دی‌اِن‌اِی) که دارای توالی مکمل بخش انتهایی ناحیهٔ هدف‌اند به همراه یک آنزیم پلیمراز دی‌اِن‌اِی (بسپارساز دی‌اِن‌اِی)، اجزای اصلی واکنش پی‌سی‌آر برای انتخاب و تکثیر قطعهٔ مورد نظر را تشکیل می‌دهند. در فرایند پی‌سی‌آر الگوی دی‌اِن‌اِی به صورت لگاریتمی تکثیر می‌شود و دی‌اِن‌اِی تکثیرشده خود به‌عنوان الگویی برای همانندسازی استفاده می‌شود. پی‌سی‌آر می‌تواند به شکل گسترده‌ای برای انجام مراحل مختلف در دستکاری‌های ژنتیکی استفاده شود.
در پی‌سی‌آر از یک پلیمراز دی‌اِن‌اِی مقاوم به حرارت مانند تک پلیمراز (آنزیمی که از باکتری ترموس آکواتیکوس جداسازی شده) استفاده می‌شود. این پلیمراز دی‌اِن‌اِی از یک دی‌اِن‌اِی تک‌رشته‌ای به عنوان الگو استفاده کرده و با کمک آغازگرها و با به‌کارگیری نوکلئوتیدها (که بلوک‌های ساختاری دی‌اِن‌اِی هستند)، یک رشته دی‌اِن‌اِی جدید می‌سازد.
در مرحلهٔ نخست، دو رشتهٔ مارپیچ دی‌اِن‌اِی دورشته‌ای در یک دمای بالا، در فرایندی که ذوب دی‌اِن‌اِی نامیده می‌شود از یکدیگر جدا می‌شوند. در مرحلهٔ دوم، دما پایین آورده شده و هریک از دو رشتهٔ دی‌اِن‌اِی به عنوان الگو عمل می‌کنند. ساخته شدن رشتهٔ جدید از روی الگو توسط پلیمراز دی‌اِن‌اِی انجام می‌شود.

## اصول واکنش پی‌سی‌آر
پی‌سی‌آر یک ناحیهٔ خاص از رشتهٔ دی‌اِن‌اِی هدف را تکثیر می‌کند. به‌طور معمول بیشتر روش‌های پی‌سی‌آر این قابلیت را دارند تا قطعات دی‌اِن‌اِی بین ۱/۰ و ۱۰ کیلوجفت‌باز (kbp) را تکثیر کنند. هرچند روش های دیگر می‌توانند قطعاتی با اندازه‌های بالاتر از ۴۰ کیلوجفت باز را نیز تکثیر کنند. میزان تکثیر دی‌اِن‌اِی توسط میزان دسترسی مواد مورد مصرف (سوبسترای) پلیمراز موجود در واکنش (که کاهششان پیشرفت واکنش را محدود می‌کند) تعیین می‌شود.
یک واکنش پی‌سی‌آر پایه‌ای نیازمند چندین جزء است. این اجزاء شامل موارد زیر است:
- دی‌اِن‌اِی الگو که دارای ناحیهٔ دی‌اِن‌اِی هدف برای تکثیر است.
- تک پلیمراز که یک پلیمراز دی‌اِن‌اِی مقاوم به گرما است.[۱۰]
- دو آغازگر (پرایمر). آغازگر ها تک رشته های کوچک دی‌اِن‌اِی که مکمل بخش انتهای (’۳) رشته‌های هم جهت و مخالف دی‌اِن‌اِی الگو هستند و انزیم پلیمراز از انتهای '۳ آغازگر ها چسبیده به الگو به عنوان مبدا همانند سازی استفاده می کند.[۱۱] آغازگرها بر اساس توالی قطعه‌ای از دی‌اِن‌اِی که موردنظر است، طراحی می‌شوند. و به شکل سفارشی در آزمایشگاه ساخته یا از تأمین‌کنندگان خریداری می‌شوند.
- دزوکسی نوکلئوتیدهای سه فسفاته یا dNTPs بلوک‌های ساختاری هستند که پلیمراز دی‌اِن‌اِی با استفاده از آن‌ها رشته‌های جدید را می‌سازد.
- یک محلول بافری که محیط شیمیایی مناسبی برای بهبود فعالیت و پایداری پلیمراز دی‌اِن‌اِی فراهم می‌کند.
- کاتیون‌های دوظرفیتی مانند منیزیم (Mg) یا منگنز (Mn)؛ کاتیون Mg2+ متداول‌تر است. همچنین کاتیون Mn2+ می‌تواند با هدف جهش‌زایی دی‌اِن‌اِی حاصل از پی‌سی‌آر استفاده شود. غلظت بالای این یون نرخ خطا را در طول سنتز افزایش می‌دهد.[۱۲]
- کاتیون‌های تک‌ظرفیتی، معمولاً یون‌های پتاسیم (K)
- بافر

واکنش معمولاً در حجم ۱۰ تا ۲۰۰ میکرولیتر در لوله‌های کوچک واکنش (با حجم ۲/۰–۵/۰ میلی‌لیتر) و در یک دستگاه ایجاد چرخهٔ حرارتی (Thermal Cycler) انجام می‌شود. دستگاه های ایجاد چرخه‌های حرارتی لوله‌های واکنش را تا رسیدن به دمای لازم در هر مرحله سرد و گرم می‌کنند. بسیاری از دستگاه های ایجاد چرخه‌های حرارتی پیشرفته از اثر پلتیر (Peltier effect) که اجازهٔ گرم و سردکردن لوله‌های پی‌سی‌آر را به‌وسیلهٔ معکوس کردن جریان الکتریکی می‌دهد؛ استفاده می‌کنند.

### روش
به‌طور کلی پی‌سی‌آر شامل مجموعه‌ای از ۴۰–۲۰ چرخه تغییر دمایی است که هر مرحله چرخه به‌طور متداول از دو یا سه مرحلهٔ دمایی مستقل تشکیل شده‌است.
آغاز: این مرحله برای پلیمراز دی‌اِن‌اِیی که نیازمند فعال‌سازی گرمایی توسط Hot-start PCR است لازم است و شامل گرم کردن محفظهٔ واکنش تا دمای ۹۶–۹۴ درجهٔ سانتی‌گراد (۲۰۵–۲۰۱ درجهٔ فارنهایت) یا ۹۸ درجهٔ سانتی‌گراد (۲۰۸ درجهٔ فارنهایت) برای پلیمرازهای بسیار مقاوم به حرارت است. این مرحله ۱۰–۱ دقیقه به طول می‌انجامد. 
مراحل هر چرخه:

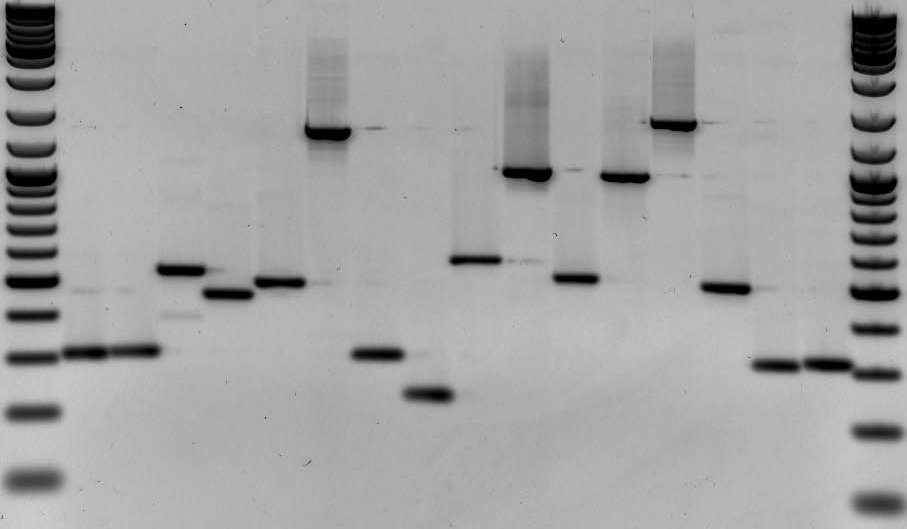
نشانگر ژنتیکی یک جاندار با استفاده از واکنش زنجیره‌ای پلیمراز

1. واسرشتی (ذوب شدن): این مرحله نخستین مرحلهٔ چرخه است و شامل گرم کردن محفظهٔ واکنش تا ۹۸–۹۴ درجهٔ سانتی‌گراد (۲۰۸–۲۰۱ درجهٔ فارنهایت) به مدت ۳۰–۲۰ ثانیه می‌شود که باعث جداشدن (ذوب یا دناتوراسیون) دی‌اِن‌اِی دورشته‌ای الگو شده و به این ترتیب دو مولکول دی‌اِن‌اِی تک‌رشته‌ای حاصل می‌شود.
2. چسبیدن (اتصال): در این مرحله دمای واکنش به مدت ۴۰–۲۰ ثانیه به ۶۵–۵۰ درجهٔ سانتی‌گراد کاهش می‌یابد که باعث می‌شود آغازگرها به هریک از الگوهای تک‌رشتهً دی‌اِن‌اِی متصل شوند. چسبیدن معمولاً حدود ۵–۳ درجهٔ سانتی‌گراد زیر دمای ذوب (Tm پرایمرها انجام می‌شود. در طول این فرایند پلیمراز دی‌اِن‌اِی به ترکیبی از الگو و پرایمر متصل و شروع به ایجاد رشته‌های جدید می‌کند).
3. گسترش/ طویل شدن: در این مرحله دما برای عملکرد پلیمراز دی‌اِن‌اِی لازم است؛ دمای بهینهٔ برای فعالیت یک پلیمراز دی‌اِن‌اِی ۸۰–۷۵ درجهٔ سانتی‌گراد است. با این وجود معمولاً دمای ۷۲ درجهٔ سانتی‌گراد برای این آنزیم استفاده می‌شود.[۱۵][۱۶] در این مرحله پلیمراز دی‌اِن‌اِی یک رشتهٔ دی‌اِن‌اِی جدید که مکمل رشتهٔ الگو است را در جهت ’۵ به ’۳ تولید می‌کند. زمان لازم برای افزایش طول بستگی به نوع پلیمراز دی‌اِن‌اِی استفاده‌شده و طول ناحیهٔ دی‌اِن‌اِی هدف برای تکثیر دارد.

هر جداسازی، اتصال و طویل شدن، یک مرحله چرخه را تشکیل می‌دهند. برای تکثیر دی‌اِن‌اِیِ هدف تا میلیون‌ها نسخه، چرخه های متعددی نیاز است.
مراحل پایانی (بعد از چرخه ها):
1. طویل شدن نهایی:  به دلیل کاهش بازده در مراحل پایانی، پس از آخرین سیکل پی‌سی‌آر برای اطمینان از طویل شدن کامل هر تک‌رشتهٔ دی‌اِن‌اِی در یک دمای ۷۴–۷۰ درجهٔ سانتی‌گراد (۱۶۵–۱۵۸ درجهٔ فارنهایت) به مدت ۱۵–۵ دقیقه انجام می‌شود.
2. نگهداری نهایی: مرحلهٔ نهایی سرد کردن محفظهٔ واکنش تا ۱۵–۴ درجهٔ سانتی‌گراد (برای ذخیره‌سازی کوتاه‌مدت) محصولات پی‌سی‌آر استفاده شود.

یکی از روش های رایج برای بررسی میزان موفقیت پی‌سی‌آر، از الکتروفورز بر روی ژل (به منظور جداسازی محصولات پی‌سی‌آر و بررسی اندازهٔ قطعات) می باشد.
در طراحی آغازگر برای واکنش پی‌سی‌آر باید نکات خاصی در نظر گرفته شود مثلاً حتماً بخش '۳ از پرایمر می‌بایست مکمل بخش هدف باشد که این برای بخش '۵ الزامی نیست. همچنین باید در نظر گرفته شود که دو پرایمر، حداقل توالی مکمل یکدیگر را داشته باشند و توالی‌های مستعد تشکیل سنجاق سری هم در آن‌ها تا حد معمول استفاده نشود. معمولاً از گرم‌کردن و سردکردن مخلوط واکنش برای جدا شدن دو رشتهٔ دی‌اِن‌اِی و چسبیدن آغازگرها یا  استفاده می‌شود. در نتیجهٔ این چرخه‌ها میلیون‌ها نسخه از قطعهٔ کوتاهی از دی‌اِن‌اِی تولید می‌شود.
استفاده از DMSO یکی از روش های رایج برای کاهش ساختارهای ثانویه در رشته های الگو و نیز افزایش احتمال موفقیت پی سی آر در رشته های الگوی دارای توالی های بالای تکرار بازهای G و C می باشد.

## روش‌های پی‌سی‌آر
- واکنش زنجیره‌ای پلیمراز بی‌درنگ (Realtime PCR) یا (qPCR)

- تاچ‌داون پی‌سی‌آر (Touchdown)
- واکنش زنجیره‌ای پلیمراز رونویسی معکوس (Reverse Transcription-PCR) یا (RT- PCR)
- واکنش زنجیره‌ای پلیمراز نامتقارن(Asymmetric PCR)
- پی‌سی‌آر AFLP
- پی‌سی‌آر In-silico
- پی‌سی‌آر آشیانه (Nested)
- پی‌سی‌آر ویژه آلل (Allele specific PCR) یا (Tetra-primer ARMS PCR)
- پی‌سی‌آر کلونی (Colony PCR)
- پی‌سی‌آر دژنره (Degenerate PCR)
- پی‌سی‌آر هات استارت (Hotstart PCR)
- پی‌سی‌آر معکوس (Inverse PCR)
- پی‌سی‌آر مینی پرایمر (Miniprimer PCR)
- پی‌سی‌آر چندگانه (Multiplex PCR)
- پی‌سی‌آر Alu
- پی‌سی‌آر Assembly
- پی‌سی‌آر ISSR
- پی‌سی‌آر LATE
- پی‌سی‌آر Long Range
- پی‌سی‌آر Methylation-specific
- پی‌سی‌آر rep
- پی‌سی‌آر ARMS
- پی‌سی‌آر Core sample
- پی‌سی‌آر Dial-out
- پی‌سی‌آر Digital
- پی‌سی‌آر Droplet Digital
- پی‌سی‌آر Ligation-mediated
- پی‌سی‌آر Suicide
- پی‌سی‌آر Helicase-dependent amplification
- پی‌سی‌آر Multiplex Ligation-dependent Probe Amplification
- پی‌سی‌آر TAIL
- پی‌سی‌آر High Fidelity
- پی‌سی‌آر GC-Rich
- پی‌سی‌آر Nano
- پی‌سی‌آر فاز جامد (SP-PCR)

## پیوندها
- آموزش PCR

ویکی‌پدیای انگلیسی
- آنزیم پی‌سی‌آر امپلیکن بایگانی‌شده  در ۱۷ اوت ۲۰۱۸ توسط Wayback Machine